# Полуостров Беринга
Полуостров Бе́ринга — полуостров на севере Охотского моря в Магаданской области.

## Топоним
Назван в честь мореплавателя Витуса Беринга.

## География
Расположен на востоке Тауйской губы. С севера омывается заливом Речной, с юга заливом Одян. У юго-восточного побережья расположена бухта Найденная. На западе полуострова находятся два мыса — Скала и Беринга.
Средняя величина прилива у полуострова — 4 метра. Высочайшая точка — гора Беринга высотой 1062 метра.